# حرة البقوم
حرة البقوم أو نواصف هي حرة معظمها مكون من لابة خفيفة فاتحة اللون، تمثل حرة البقوم الجزء الأكبر من الحرة الواقعة مابين وادي تربة غربا ووادي رنية شرقا وطريق رنية الخرمة شمالا وطريق الفيل الذي أنشأه أبرهة الحبشي جنوبا، وسميت قديما بحرة نجد أو حرة بني هلال وقد سميت بحرة البقوم بعد استيطان قبيلة البقوم فيها في العصر الجاهلي وتحالفهم مع ساكنيها الأوائل من بني عامر بن صعصعة مثل بني هلال وغيرهم. وبعد نزوح قبائل عامر بن صعصعة وهجرة بني هلال في القرن الرابع الهجري، بقت بها قبيلة البقوم حتى عصرنا هذا. توجد العديد من الطرق المهمة التي تقطع الحرة مثل طريق رنية - تربة وطريق وادي الدواسر - مكة المكرمة .

## الآثار

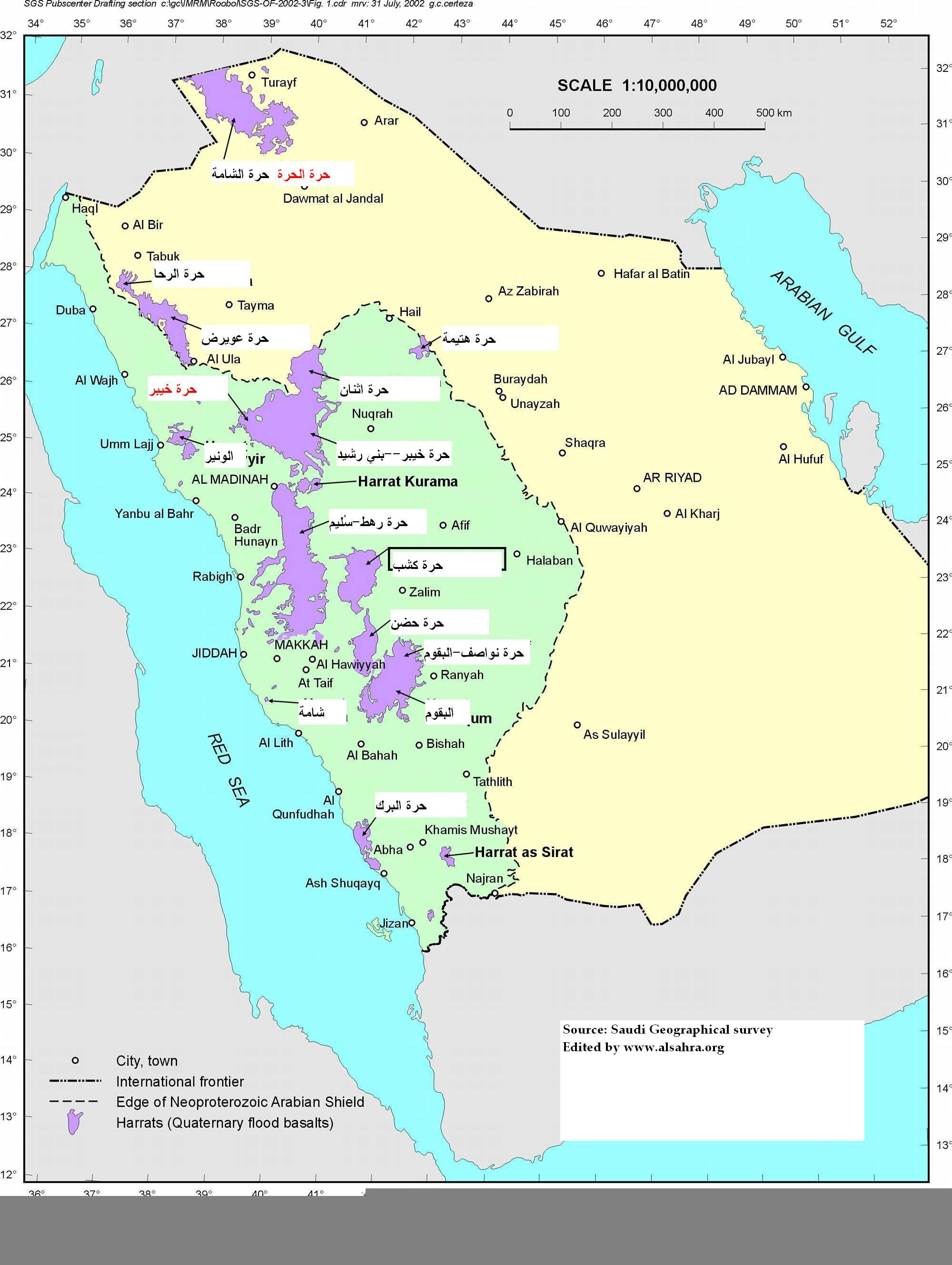
صورة توضع توزيع الحرات في المملكة العربية السعودية

تحوي حرة البقوم على الكثير من المعالم الأثرية القديمة، مثل الطرق المرصوفة بالحجارة التي من أهمها طريق الفيل، وبعض الآبار ومجاري المياه والدوائر الحجرية وأحواش الخيل والقلاع والحصون التي اتخذتها القبائل ملاذاً أماناً قبل توحيد المملكة العربية السعودية بفترة طويلة. من أهم مواقع الحرة طريق الفيل أو طريق الحج الجنوبي، وهو من أقدم الطرق التي تربط جنوب شبه الجزيرة العربية بالحجاز، وقد رصفت معظم عقبات الطريق بالحجارة، حيث سلك أبرهة الأشرم الطريق عندما أراد هدم الكعبة، وما زالت آثار الطريق باقية، ومنها بعض الكتابة والنقوش على الصخور، وبعض مقاطع الطريق المرصوفة على هيئتها الأولى من حيث السعة ومع مرور الزمن حول حجاج جنوب الجزيرة العربية اسم الطريق من طريق الفيل إلى طريق الحج الجنوبي.
يوجد في الحرة العديد من الآبار الجاهلية المطوية والمرصوصة من صخور الحرة، كما تحتضن الحرة العديد من الحصون والقلاع الأثرية التي شيدت بالطين والحجر في الأماكن المرتفعة بسبب عدم توفر الأمن في تلك العصور، حيث شيدت في أعلى نقاط الحرة منها ما بني على دور وما بني على دورين وسقفت بجذوع وسعف النخيل ووضع بأعلاها فتحات استخدمت لمراقبة الغزاة وتحركات العدو، أي أن الحصون كان يستخدم دورها السفلي للسكن والدور العلوي للقيادة والمراقبة. من أهم المواقع في الحرة الكهوف القديمة، والتي يمتد بعضها إلى أكثر من 200 متر تحت سطح الأرض في مجرى يصل عرضه إلى 14 متراً وارتفاعه يتراوح من 8 إلى 10 أمتار، مثل كهف الحباشي.